# 格拉夫科斯·克莱里季斯
格拉夫科斯·克莱里季斯 （1919年4月24日—2013年11月15日），塞浦路斯政治人物，为塞浦路斯共和国第四任总统。

## 生平
在第二次世界大战中，格拉夫科斯·克莱里季斯效力于英国皇家空军。1942年，他驾驶的战斗机被击落于德国境内。之后，他被捕入狱，直至二战结束才被释放。
战后，进入英国伦敦国王学院学习法律，并于1948年毕业。1974年，短暂担任代理总统。
2003年，在选举中败于民主党主席塔索斯·帕帕佐普洛斯。